# Будрагчаагийн Даш-Ёндон
Будрагчаагийн Даш-Ёндон (монг. Бүдрагчаагийн Даш-Ёндон, род. 17 февраля 1946) — председатель (впоследствии — генеральный секретарь) ЦК МНРП в 1991—1996 годах.

## Биография
Будрагчаагийн Даш-Ёндон родился в 1946 году в сомоне Цэцэрлэг Хубсугульского аймака. В 1954—1964 годах учился в средней школе в Мурэне, в 1968 году окончил Монгольский государственный университет, стал преподавателем Философского факультета; в 1974—1978 годах был аспирантом Киевского государственного университета и защитил там диссертацию кандидата наук. После этого он стал инспектором отдела науки и образования ЦК МНРП, в 1979—1985 годах был проректором по науке и заведующим кафедрой философии Партийного института при ЦК МНРП, в 1985—1990 годах был заместителем председателя и председателем Ревизионной комиссии ЦК МНРП, в 1990—1991 — председатель Улан-Баторского комитета МНРП.
В 1991 году Будрагчаагийн Даш-Ёндон был избран председателем ЦК МНРП; в 1992 году этой должности было возвращено название «генеральный секретарь ЦК МНРП». В 1996—1997 годах был советником Секретариата МНРП, в 1997—2001 — советником Президента Монголии, в 2001—2005 — чрезвычайным и полномочным послом в Болгарии. С 2005 года работает в Институте философии, психологии и прав человека Академии наук Монголии.